# Senecio chapalensis
Senecio chapalensis là một loài thực vật có hoa trong họ Cúc. Loài này được S.Watson miêu tả khoa học đầu tiên năm 1890.